# 芦岗街道
芦岗街道，是中华人民共和国河南省驻马店市上蔡县下辖的一个乡镇级行政单位。

## 行政区划
芦岗街道下辖以下地区：
奎星楼社区、蔡河社区、贾桥社区、卧龙岗社区、太平桥社区、双李社区、程老村、文楼村、董寨村、刘楼村、丁赵村和朱庄村。